# Ariano nel Polesine
Ariano nel Polesine är en ort och kommun i provinsen Rovigo i regionen Veneto i Italien. Kommunen hade 4 202 invånare (2018).